# L'Étudiant (nouvelle)
Pour les articles homonymes, voir L'Étudiant.

L'Étudiant est une nouvelle de cinq pages d’Anton Tchekhov (en russe : Stoudent).
Ce texte est l'un des préférés de l'auteur. « Peut on dire que je suis pessimiste, alors que de tout ce que j'ai écrit, mon récit préféré est L'Étudiant ! », a-t-il précisé dans une déclaration rapportée par Bounine.

## Historique
L'Étudiant est initialement publié dans la revue russe Les Nouvelles russes sous le titre Le Soir, numéro 104, du 16 avril 1894.

## Résumé
Ivan Velikopolski, vingt-deux ans, est étudiant en théologie. Il est parti chasser, peut-être pour couper un peu la monotonie du jeûne de la semaine sainte d’avant Pâques.
Il fait froid et la nuit tombe. Il arrive près de la demeure de deux veuves. Il s’arrête, attiré par le feu et la chaleur. Très vite, il fait un parallèle entre cette nuit froide et la nuit où Jésus a été arrêté. Ivan raconte aux deux femmes cette nuit funeste, et ses talents d’orateurs transmettent l’émotion. Il les quitte heureux, en ayant l’impression d’avoir créé un lien entre le passé et le présent.

## Édition française
- L'Étudiant, traduit par Édouard Parayre, révision de Lily Dennis, Gallimard, Bibliothèque de la Pléiade, 1971  (ISBN 2 07 0106 28 4).